# Азбрук-Нор

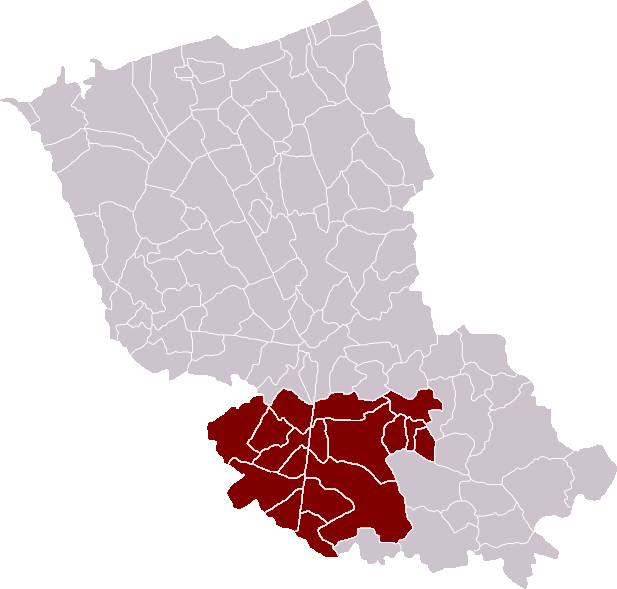
Кантоны Азбрук-Нор и Азбрук-Сюд в составе округа

Азбру́к-Нор (фр. Hazebrouck-Nord) — упразднённый кантон во Франции, регион Нор — Па-де-Кале, департамент Нор. Входил в состав округа Дюнкерк.
В состав кантона входили коммуны (население по данным Национального института статистики за 2011 г.):
- Азбрук (13 187 чел.) (частично)
- Бларенгем (1 982 чел.)
- Валлон-Каппель (879 чел.)
- Каестр (1 859 чел.)
- Линд (695 чел.)
- Ондегем (945 чел.)
- Ренескюр (2 069 чел.)
- Серкю (417 чел.)
- Стапль (694 чел.)
- Эббленгем (656 чел.)

## Экономика
Структура занятости населения (без учёта города Азбрук):
- сельское хозяйство — 8,4 %
- промышленность — 24,4 %
- строительство — 7,8 %
- торговля, транспорт и сфера услуг — 41,3 %
- государственные и муниципальные службы — 18,0 %

Уровень безработицы (2010) — 8,9 % (Франция в целом — 12,1 %, департамент Нор — 15,5 %). 

Среднегодовой доход на 1 человека, евро (2010) — 23 638 (Франция в целом — 23 780, департамент Нор — 21 164).

## Политика
На президентских выборах 2012 г. жители кантона отдали в 1-м туре Франсуа Олланду 27,3 % голосов против 26,7 % у Николя Саркози и 22,6 % у Марин Ле Пен, во 2-м туре в кантоне победил Олланд, получивший 50,7 % голосов (2007 г. 1 тур: Саркози — 29,0 %, Сеголен Руаяль — 23,2 %; 2 тур: Саркози — 51,8 %). На выборах в Национальное собрание в 2012 г. по 15-му избирательному округу департамента Нор они поддержали мэра Азбрука и своего представителя в Генеральном совете департамента, кандидата социалистов Жана-Пьера Аллоссери, набравшего 43,2 % голосов в 1-м туре и 56,5 % — во 2-м туре. (2007 г. Франсуаза Осталье (Радикальная партия): 1-й тур: — 31,1 %, 2-й тур — 52,5 %). На региональных выборах 2010 года в 1-м туре список социалистов победил, собрав 30,9 % голосов против 22,6 % у занявшего 2-е место списка «правых» во главе с СНД. Во 2-м туре единый «левый список» с участием социалистов, коммунистов и «зелёных» во главе с Президентом регионального совета Нор-Па-де-Кале Даниэлем Першероном получил 48,3 % голосов, «правый» список во главе с сенатором Валери Летар занял второе место с 29,8 %, а Национальный фронт Марин Ле Пен с 21,9 % финишировал третьим.
|  | Кандидат           | Партия                  | % голосов |
|  | ------------------ | ----------------------- | --------- |
|  | Жан-Пьер Аллоссери | Социалистическая партия | 59,46     |
|  | Жан-Пьер Ферамю    | Новый центр             | 40,54     |

|  | Кандидат           | Партия                    | % голосов |
|  | ------------------ | ------------------------- | --------- |
|  | Жан-Пьер Аллоссери | Социалистическая партия   | 56,25     |
|  | Пьер Лачни         | Союз за народное движение | 43,75     |